# Пробонас
Пробонас (грец. Προμπονάς) — район Афін. Назва району походить від імені наксосього лікаря Дімітріоса Пробонаса, який заповів свою садибу муніципалітету Афіни.
Відомо, що за візантійської доби тут розташовувалось кладовище. Близько 1870 років в районі Пробонас ммешкали Михаліс Анагностос, Спірос Скаретзос, Дімітріс Діапуліс.